# Drepanostachyum semiorbiculatum
Drepanostachyum semiorbiculatum là một loài thực vật có hoa trong họ Hòa thảo. Loài này được (T.P.Yi) Stapleton mô tả khoa học đầu tiên năm 2005.